# Publius Cornelius Scipio Aemilianus Africanus
Publius Cornelius Scipio Aemilianus Africanus minor Numantinus (* 185 v. Chr.; † 129 v. Chr.), meist Scipio Aemilianus oder „der jüngere Scipio“ zur Unterscheidung vom älteren Scipio Africanus genannt, war ein römischer Feldherr und Staatsmann, der vor allem für die erfolgreiche Belagerung und anschließende Zerstörung Karthagos bekannt ist.

## Leben
Er war der jüngere Sohn von Lucius Aemilius Paullus Macedonicus, dem Eroberer von Makedonien. Als 17-Jähriger kämpfte er an der Seite seines Vaters in der Schlacht von Pydna, in der das Schicksal Makedoniens entschieden wurde und Nordgriechenland sich der Römischen Republik unterwarf. Er wurde von Publius Cornelius Scipio adoptiert, dem ältesten Sohn des Scipio Africanus, dessen Namen er damit übernahm.
Im Jahr 151 v. Chr., einer Zeit der Katastrophen für die Römer in Hispanien, bot er freiwillig seine Dienste in der Provinz an und entwickelte bald seinen Einfluss auf die iberischen Stämme, ähnlich wie der ältere Scipio, sein Adoptivgroßvater, fast 60 Jahre zuvor. Im folgenden Jahr erging an ihn seitens der Karthager die Aufforderung, als Vermittler zwischen ihnen und dem numidischen Fürsten Massinissa aufzutreten, der, von einer römischen Partei unterstützt, immerzu in karthagisches Gebiet einfiel.
Im Jahr 149 v. Chr. erklärte Rom Karthago den Krieg (Dritter Punischer Krieg) und schickte eine Armee aus, um die Stadt zu belagern. Bei den ersten militärischen Operationen, die insgesamt für die Römer wenig erfolgreich ausgingen, zeichnete sich Scipio, obwohl untergeordneter Offizier, wiederholt aus, und 147 v. Chr. wurde er zum Konsul gewählt, obwohl er das gesetzlich vorgeschriebene Mindestalter noch nicht erreicht hatte, allein damit er das oberste Kommando im Krieg übernehmen konnte.
Nach einem Jahr verzweifelten Kampfes und trotz heftigen Widerstandes der Verteidiger unter dem Feldherrn Hasdrubal eroberte er Karthago und zerstörte es auf Geheiß des Senats bis auf die Grundmauern. Bei seiner Rückkehr nach Rom wurde ihm ein außergewöhnlicher Triumphzug zuteil; wie sein Adoptivgroßvater erhielt er den Beinamen Africanus; da ihm dieser in diesem Titel bereits vorausgegangen war, heißt er auch „der jüngere Africanus“ (lateinisch Africanus minor).
142 v. Chr. bemühte er sich als Censor, dem wachsenden Luxus und Moralverfall der Zeit Einhalt zu gebieten. Um das Jahr 140 v. Chr. unternahm er zusammen mit Lucius Caecilius Metellus Calvus und Spurius Mummius eine Gesandtschaftsreise in den Osten, wie sie der Senat im 2. Jahrhundert v. Chr. oft entsandte. Wahrscheinlich besuchte er neben Ägypten auch das Seleukidenreich im heutigen Syrien, Pergamon, Rhodos und Griechenland. Die Gesandten bemühten sich um die Erhaltung bestehender Freundschaften und die Sicherstellung der römischen Vorherrschaft im Mittelmeerraum.
Nach seiner Rückkehr nach Rom 139 v. Chr. wurde er von Tiberius Claudius Asellus, den er als Censor abgesetzt hatte, erfolglos des Hochverrats angeklagt. Die Reden, die er aus diesem Anlass hielt (und die verloren gegangen sind), wurden als brillant bezeichnet.
134 v. Chr. wurde er, wiederum unter Missachtung einer gesetzlichen Vorschrift, erneut Konsul und übernahm den Oberbefehl bei den demoralisierten Truppen in Spanien, die vergebens die Eroberung von Numantia am Durius (Duero) versuchten. Nachdem er mehrere Monate der Wiederherstellung der Moral der Truppen gewidmet hatte, schloss er die Stadt ein. Der Fall und die Zerstörung Numantias im Jahr 133 v. Chr. besiegelte die Herrschaft Roms auf der Halbinsel. Für diese Leistung erhielt Scipio den weiteren Beinamen Numantinus.
Scipio war mit Sempronia verheiratet, der Schwester der Gracchen. Zwar unterstützte er die Pläne seines Schwagers Tiberius Gracchus; aber als dessen Konflikt mit der Senatsmehrheit eskalierte und zu Verfassungsbrüchen führte, scheint Scipio, der eine Machtverschiebung vom Senat zur Volksversammlung nicht wünschte, sich distanziert zu haben. Denn obwohl er einer der bedeutendsten Befürworter des gracchischen Agrargesetzes im Senat gewesen war, war er zugleich gegen die zunehmend radikalen Methoden des Tiberius Gracchus gewesen. Nach dem Tod des Tiberius Gracchus wurde er öffentlich vom Volkstribunen Gaius Papirius Carbo gefragt, was er über das Schicksal seines Schwagers denke, und er antwortete, sollte Gracchus tatsächlich nach der Königskrone gestrebt haben, wie seine Feinde sagten, so sei er natürlich zu Recht erschlagen worden. Durch diese Äußerung allerdings wurde seine ungemeine Beliebtheit beim Volk nachdrücklich getrübt. Dennoch war Scipio an der Durchführung der Bestimmungen des gracchischen Agrargesetzes maßgeblich beteiligt.
Wenig später, im Jahr 129 v. Chr., am Morgen des Tages, an dem er eine Rede zu den Agrargesetzen der Gracchen halten wollte, wurde er tot im Bett gefunden. Das Geheimnis, das seinen Tod umgibt, wurde nie aufgeklärt, und es gab politische Gründe, das Thema nicht aufzugreifen. Aber es gab stets Vermutungen, dass er von einem der Anhänger der Gracchen ermordet wurde, z. B. von Carbo, den Cicero ausdrücklich des Verbrechens bezichtigt.

## Wirken
Scipio Cornelius Africanus, ein großer Feldherr und Politiker, der er war, wird für immer mit der Zerstörung Karthagos in Verbindung gebracht. Allerdings war er ein überzeugter Gegner derselben und – soweit man alten Quellen glauben darf – bedauerte er es, diesen Befehl ausführen zu müssen. Da er ein gebildeter Mann war, sammelte er (gemeinsam mit seinen Freunden wie den Konsuln Gaius Laelius und Lucius Furius Philus) im Scipionenkreis Männer wie den griechischen Geschichtsschreiber Polybios, den Philosophen Panaitios und die Dichter Gaius Lucilius und Terenz um sich – sofern man Cicero glauben darf. Gleichzeitig verfügte er (nach Polybios und Cicero) über alle Tugenden der Römer, wobei Letzterer ihm in seiner De re publica, in der Scipio der Hauptsprecher ist, eine Würdigung zukommen lässt. Als Redner scheint er nicht weniger vornehm gewesen zu sein denn als Soldat. Er sprach bemerkenswert gutes und reines Latein und genoss besonders ernsthafte intellektuelle Gespräche. Nach der Einnahme Karthagos gab er den sizilianischen Städten die Kunstschätze zurück, die Karthago ihnen geraubt hatte. Er machte keinen Gebrauch von den unzähligen Gelegenheiten, die er gehabt haben muss, ein Vermögen anzuhäufen. In den politischen Streitfragen, die zu seiner Zeit akut wurden (Versorgung der landlosen Bürger, Stellung der Bundesgenossen) versuchte er, eine gemäßigte Haltung zu vertreten. Man kann ihn also zu den offeneren Konservativen zählen.